# Torsten Hartman

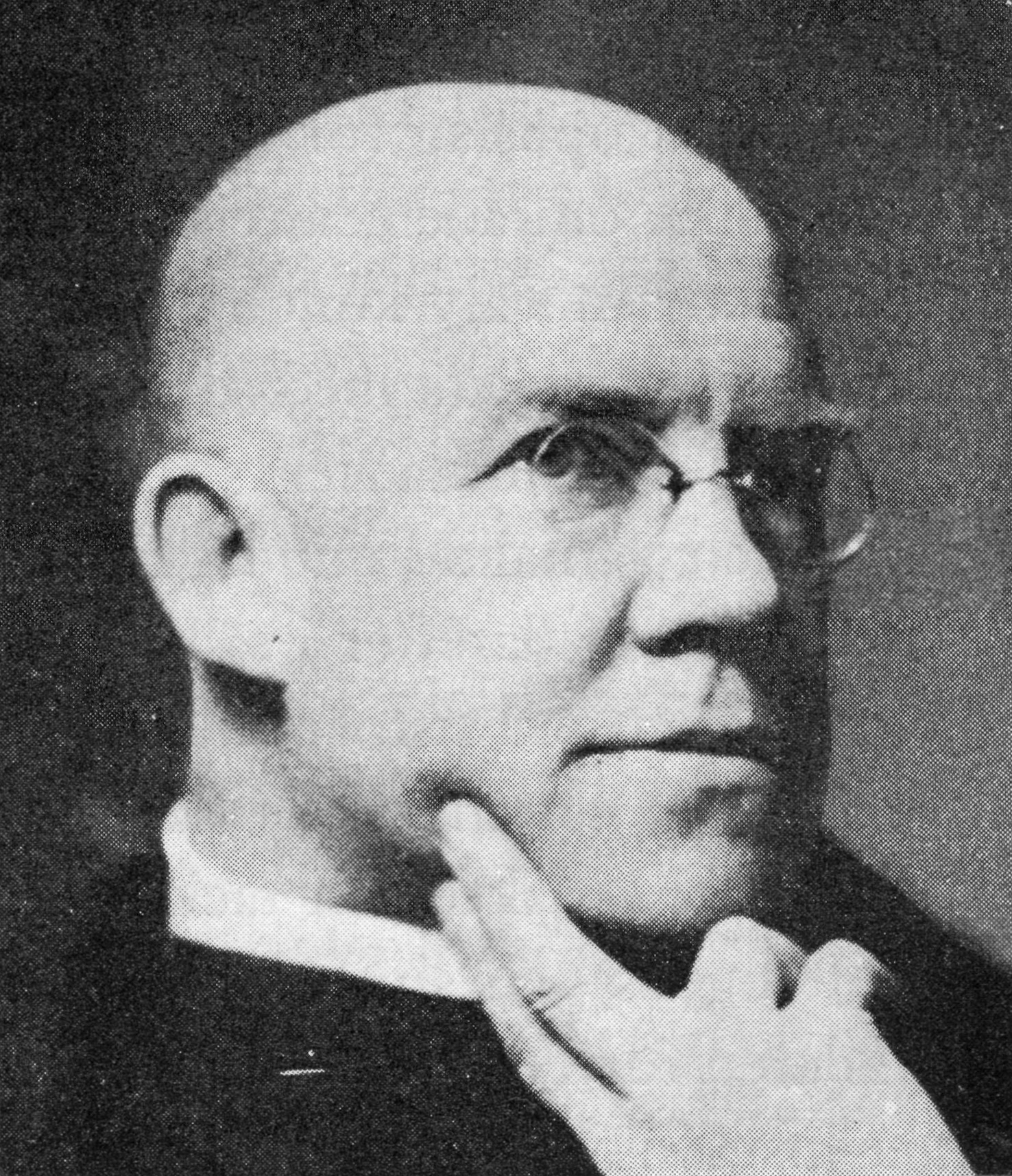
Torsten Hartman.

Torsten Edvard Hartman, född 1867, död 1927, var en finländsk arkivman och publicist.
Hartman blev filosofie magister 1894, aktuarie vid statsarkivet 1898 och arkivarie 1905. Han var medarbetare i Nya pressen 1894-95, politisk ledarskribent i Hufvuvdstadsbladet från 1897. Hartman har utgett De tre gustavianerna G. M. Armfelt, J. F. Aminoff och J. A. Ehrenström (1899), stads- och slottsmonografier med mera.